# Плюменай, Лионель
Лионель Плюменай (фр. Lionel Plumenail, р.22 января 1967) — французский фехтовальщик-рапирист, олимпийский чемпион, чемпион мира и Европы. Выступал за парижский «Расинг» (фр. Racing Club de France).

## Биография
Родился в 1967 году в Бордо. В 1996 году стал чемпионом Европы и серебряным призёром Олимпийских игр в Атланте (в командном первенстве французы не квалифицировались). На чемпионате мира 1997 года стал обладателем золотой и бронзовой медалей. В 1998 году стал серебряным призёром чемпионата мира. В 1999 году вновь стал чемпионом мира. В 2000 году стал чемпионом Олимпийских игр в Сиднее в командном первенстве, а в личном первенстве был 29-м.
Тренировал рапиристок сборной Франции до окончания чемпионата мира 2023 года, уступив свой пост дуэту Ян Детьен—Гийом Питта.